# Mäsäjärv
Mäsäjärv är en sjö i södra Estland. Den ligger i Tõrva kommun (före 2017 Helme kommun) i landskapet Valgamaa, 180 km söder om huvudstaden Tallinn. Mäsäjärv ligger 81 meter över havet. Dess storlek är 0,054 kvadratkilometer. Den avvattnas av Acupīte.